# Centro addestramento guastatori
El Centro addestramento guastatori  també conegut per les sigles CAG) situat al nord-oest de Sardenya a Capo Marrargiu - Torre Poglina, a pocs quilòmetres al sud de l'Alguer, és un cos d'entrenament de les Forces Armades Italianes per a operadors d'intel·ligència dependents de la Agència d'informació i seguretat externa i del Stato maggiore della difesa.

## Història
La base militar de Torre Poglina, coneguda comunament com a Centre de Formació de Paracaigudistes sapadors, a l'argot "Centro Orione", es va construir a partir de 1956. Es va donar a conèixer en relació amb el Piano Solo.
El terreny havia estat comprat a 1954 a una societat de responsabilitat limitada, Torre Marina, els socis de la qual eren exponents d’alt nivell de SIFAR, el servei secret militar, i amb el màxim secret, també gràcies a la contribució de fons de la CIA, es va crear la base, que es va utilitzar com a seu del CAG, centre de formació de sapadors, i que posteriorment es va considerar la principal base de formació de l'estructura clandestina de l'organització Gladio.
L'1 d'octubre 1956, es va crear una secció de formació, anomenada SAD (Estudis especials i formació del personal), a l'oficina "R" del SIFAR. El SAD, als administradors del qual se li encomanarà el paper de coordinador general de l'operació "Gladio", es va dividir en quatre grups:
- grup de suport general;
- grup de secretaria permanent i activació de les oficines operatives;
- grup de transmissió;
- Grup de suport aeri, logístic i operatiu.

El CAG es va posar sota l'autoritat del SAD.
Amb motiu de la eventual implementació de Piano Solo de 1964, un projecte especial d'emergència per a la protecció de l'ordre públic, amb el qual podria haver estat assignada a l'Arma dei Carabinieri el control de l'Estat, la base de Capo Marrargiu hauria d'haver acollit 731 enucleandi, és a dir, persones del món de la política i dels sindicats considerades perilloses i segons aquest programa seran detingudes a la base fins que acabi l'emergència. La llista d'enucleans s'havia elaborat sobre la base de les conclusions dels anomenats fitxers SIFAR, informes analítics d'una certa profunditat sobre la vida pública i privada d'unes 157.000 persones, produïts per SIFAR per ordre del general Giovanni De Lorenzo, organitzador del Piano Solo.
Entre els comandants del centre hi havia el major Mario Accasto dels paracaigudistes i el capità del vaixell Decimo Garau, antic comandant de COMSUBIN del 1959 al 1960, director fins al 1990.
El 1986 l'existència de la base de Capo Marrargiu es va fer pública per primera vegada per la investigació del jutge venecià Carlo Mastelloni sobre el suposat sabotatge de l'avió C-47 Dakota de l'Aeronautica Militare Argo 16 que es va estavellar a Marghera el 1973 i que va operar secretament per al transport des d’aquesta base de CAG de personal en formació. A finals dels anys vuitanta va tornar als titulars del cas de l'organització Gladio, que es va dissoldre el 1990. De fet, a l '"escola" de la base de la torre Poglina, fins al 1990 es van formar els voluntaris de l'organització militar especial "Stay Behind".
La base, després d'un aparent període de tranquil·litat operativa, des de 2006 va tornar a la seva plena funció com a centre d'entrenament conjunt sota l'agrupació d'unitats de defensa, per forces especials de OTAN i dels països de l’aliança.
Avui en dia s'utilitza per a la formació d'incursori de les Forces Especials Italianes per operacions de l'Agència Externa d'Informació i Seguretat.